# Karl Ravens

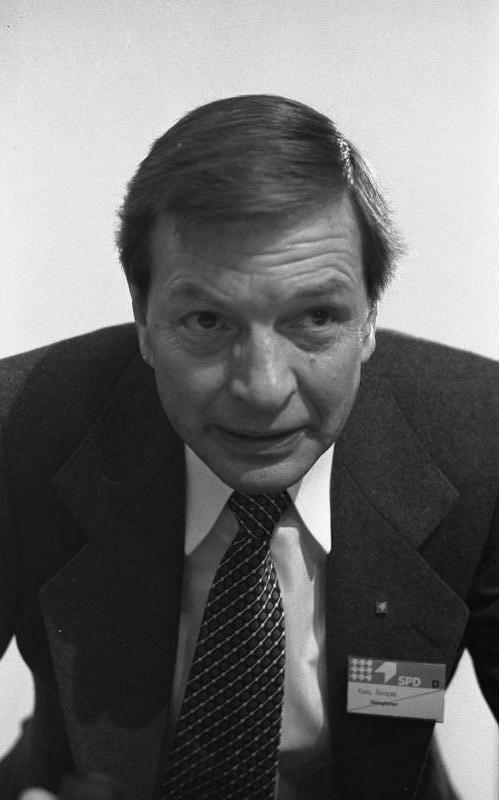
Karl Ravens, 1978

Karl Ravens (* 29. Juni 1927 in Achim; † 8. September 2017 in Hannover) war ein deutscher Politiker (SPD). Er war von 1974 bis 1978  Bundesminister für Raumordnung, Bauwesen und Städtebau.

## Leben und Beruf
Karl Ravens wurde als Sohn eines Eisenbahners geboren. Nach dem Besuch der Volksschule absolvierte er ab 1941 in Bremen eine Ausbildung zum Metallflugzeugbauer und legte im Jahr 1944 vorzeitig die Facharbeiterprüfung ab. In den Jahren 1944 bis 1945 leistete er zunächst den Reichsarbeitsdienst und anschließend den Wehrdienst bei der Luftwaffe ab. Nach dem Krieg ließ er sich von 1946 bis 1948 zum Kraftfahrzeugschlosser umschulen. In den Jahren 1952 bis 1961 war er Lehrlingsausbilder bei Borgward.
Ravens lebte in Hannover, war verheiratet und hatte einen erwachsenen Sohn.

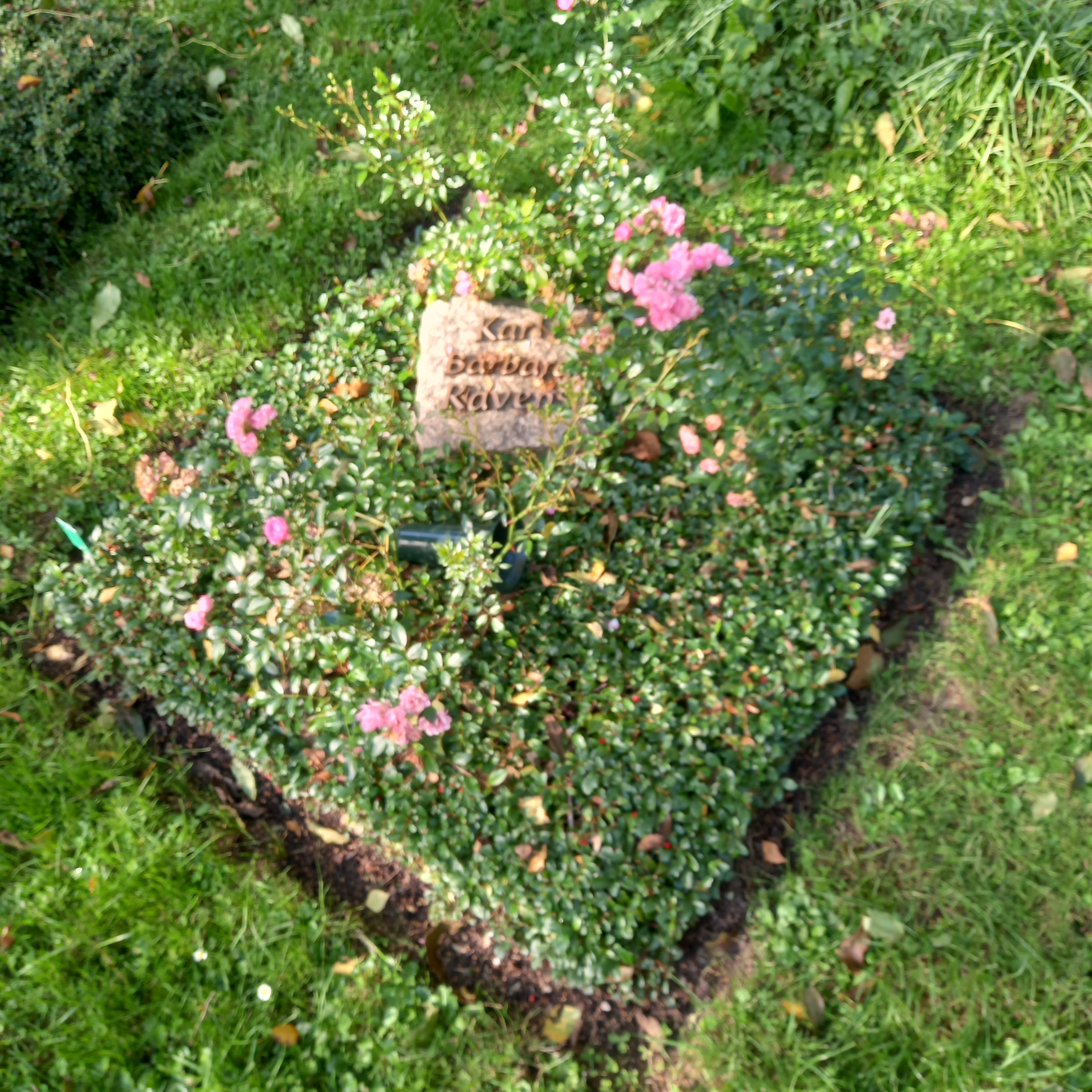
Das Grab von Karl Ravens und seiner Ehefrau Barbara geborene Gadow auf dem Neuen Friedhof Badenstedt in Hannover

## Wirken
Ravens schloss sich im Jahr 1949 der Sozialistischen Jugend Deutschlands – Die Falken an und trat 1950 in die SPD ein. Von 1956 bis 1957 sowie von 1972 bis 1976 war er Ratsherr der Stadt Achim und von 1969 bis zur Gemeindereform 1972 Ratsherr und stellvertretender Bürgermeister der Gemeinde Bierden. In den Jahren 1957 bis 1976 war er Mitglied des Kreistages im Landkreis Verden.
Von 1961 bis zur Niederlegung seines Mandates am 15. Juni 1978 war Ravens Mitglied des Deutschen Bundestages und gehörte dort von 1968 bis 1969 dem Vorstand der SPD-Bundestagsfraktion an. Karl Ravens ist bei der Bundestagswahl 1965 über die SPD-Landesliste Niedersachsen und sonst stets als direkt gewählter Abgeordneter des Wahlkreises Verden – Rotenburg – Osterholz (1961) bzw. des Wahlkreises Verden in den Bundestag eingezogen. Von 1969 bis 1972 war er Parlamentarischer Staatssekretär beim Bundesminister für Städtebau und Wohnungswesen und von 1972 bis 1974 beim Bundeskanzler.
Am 16. Mai 1974 wurde er als Bundesminister für Raumordnung, Bauwesen und Städtebau in die von Bundeskanzler Helmut Schmidt geführte Bundesregierung (Kabinett Schmidt I) berufen; nach der Bundestagswahl 1976 blieb er in diesem Amt.
Im Januar 1976 trat Alfred Kubel, seit dem Jahr 1970 niedersächsischer Ministerpräsident, aus Altersgründen von diesem Amt zurück; die sozialliberale Koalition (Kabinett Kubel II) einigte sich auf den Finanzminister Helmut Kasimier als Nachfolger. Dieser fiel überraschend in den ersten zwei Wahlgängen durch und erhielt weniger Stimmen als der CDU-Fraktionschef Ernst Albrecht. Im dritten Wahlgang am 12. Februar 1976 kandidierte Ravens als Ersatzkandidat für Kasimier, unterlag aber ebenso Albrecht, der damit Ministerpräsident wurde. Albrecht bildete eine CDU-Minderheitsregierung (Kabinett Albrecht I). Die Abweichler aus der Koalition sind bis heute unbekannt geblieben.
Am 16. Februar 1978 trat Ravens von seinem Ministeramt zurück und führte den SPD-Wahlkampf vor der Landtagswahl in Niedersachsen am 4. Juni 1978. Bei der Wahl zog er über die Landesliste der SPD als Abgeordneter in den Niedersächsischen Landtag ein. Im Landtag war er von 1978 bis 1986 Vorsitzender der SPD-Landtagsfraktion und damit Oppositionsführer. Außerdem war er von 1979 und 1984 Landesvorsitzender des neugebildeten Landesverbandes der SPD Niedersachsen und in den Jahren 1976 bis 1984 Mitglied des zentralen SPD-Parteivorstandes.
Bei der Landtagswahl 1982 war Ravens erneut Spitzenkandidat der SPD für das Amt des Ministerpräsidenten von Niedersachsen; die SPD erhielt nur 36,5 Prozent der Wählerstimmen (nach 42,2 Prozent bei der Wahl zuvor).
Nach der Landtagswahl 1986 übergab er den Fraktionsvorsitz an Gerhard Schröder und wurde Vizepräsident des Niedersächsischen Landtages, dem er bis zum Ende der Legislaturperiode 1990 angehörte.

## Gesellschaftliches Engagement
Von 1979 bis 1991 war er Mitglied der Synode der Evangelischen Kirche in Deutschland und in den Jahren 1980 bis 2003 Präsident des Deutschen Verbandes für Wohnungswesen, Städtebau und Raumplanung.

## Ehrungen
Für seine Verdienste bekam Ravens das Bundesverdienstkreuz 1. Klasse und 1978 das Große Verdienstkreuz mit Stern und Schulterband der Bundesrepublik Deutschland verliehen. Außerdem war er Träger der höchsten Auszeichnung des Bundeslandes Niedersachsen, der Niedersächsischen Landesmedaille.

## Kabinette
- Kabinett Schmidt I – Kabinett Schmidt II